# Le Coup de soleil (van Ruisdael)
Pour les articles homonymes, voir Coup de soleil (homonymie).
Le Coup de soleil est une huile sur toile de Jacob van Ruisdael réalisée vers 1665 et conservée au musée du Louvre.

## Description
Ce tableau a été documenté en 1911 par Cornelis Hofstede de Groot, qui écrit : « En diagonale sur l'image, une route mène du premier plan gauche vers la droite. Sur la gauche, un cavalier vêtu d'un manteau rouge avance ; un mendiant lui demande l'aumône. Un chien court devant. Au centre, la route traverse un pont en pierre de quatre arches, surplombant une rivière, jusqu'à une tour carrée en ruine avec une arche. La large rivière coule à droite, où trois personnes se baignent près des rochers au milieu du ruisseau. Sur la rive la plus éloignée se trouvent des collines, avec un château en ruine à mi-pente. A droite se trouve un moulin à vent, plus loin derrière se trouve un village avec une tour d'église. Un rayon de soleil, se brisant à travers d'épais nuages, tombe sur un champ au milieu à gauche. Les figures, bien qu'attribuées dans le catalogue à Philips Wouwerman, sont de Ruisdael lui-même. L'image est fortement influencée par les paysages de Rembrandt, surtout dans la composition. ».